# 空界
空界或虚空界，音译爲阿迦奢，在传统印度宇宙学中表示空间或天空或以太，具体取决于宗教。这个词在19世纪后期也被西方神秘主义和招魂术所采用。在许多现代印度雅利安语和德拉威语中，相应的词 Akash 保留了“天空”的一般含义。是古印度五大元素、密宗六大元素之一。

## 概論
空界，指由虛空構成的界，是色聚之間的間隙與界線，其特徵為無障礙。因為空界存在，人因此可以識別出每個色聚的不同。在修行界分別觀時，可以觀察內、外空界，作為禪修所緣。

## 佛教
虛空界，是色聚之間的空隙，即物質與物質之間的空間。說一切有部將虛空與空界分開，認為空界屬於色，是有為法；而虛空屬無為法。